# Наньчжан
31°46′43″ пн. ш. 111°50′19″ сх. д. / 31.77849° пн. ш. 111.83867° сх. д.
Наньчжан (кит. 南漳县, пін. Nánzhāng Xiàn) — один із повітів КНР у складі префектури Сян'ян, провінція Хубей. Адміністративний центр — містечко Ченгуань.

## Географія
Наньчжан у середньому лежить на висоті близько 107 метрів над рівнем моря. Захід повіту розташований в горах Цзіншань.

### Клімат
Повіт знаходиться у зоні, котра характеризується вологим субтропічним кліматом. Найтепліший місяць — липень із середньою температурою 29,5 °C. Найхолодніший місяць — січень, із середньою температурою 2,8 °С.
| Клімат повіту Наньчжан                             | Клімат повіту Наньчжан | Клімат повіту Наньчжан | Клімат повіту Наньчжан | Клімат повіту Наньчжан | Клімат повіту Наньчжан | Клімат повіту Наньчжан | Клімат повіту Наньчжан | Клімат повіту Наньчжан | Клімат повіту Наньчжан | Клімат повіту Наньчжан | Клімат повіту Наньчжан | Клімат повіту Наньчжан | Клімат повіту Наньчжан |
| Показник                                           | Січ.                   | Лют.                   | Бер.                   | Квіт.                  | Трав.                  | Черв.                  | Лип.                   | Серп.                  | Вер.                   | Жовт.                  | Лист.                  | Груд.                  | Рік                    |
| Середній максимум, °C                              | 7,7                    | 11                     | 16,4                   | 22,6                   | 27,2                   | 30,3                   | 32                     | 31,3                   | 27,3                   | 22,3                   | 15,9                   | 10                     | 21,2                   |
| Середня температура, °C                            | 2,8                    | 5,6                    | 10,6                   | 16,6                   | 21,5                   | 25,3                   | 27,4                   | 26,6                   | 22,3                   | 16,8                   | 10,4                   | 4,8                    | 15,9                   |
| Середній мінімум, °C                               | −0,8                   | 1,4                    | 5,8                    | 11,3                   | 16,3                   | 20,7                   | 23,7                   | 22,9                   | 18,4                   | 12,6                   | 6,3                    | 1                      | 11,6                   |
| Норма опадів, мм                                   | 19.3                   | 23.7                   | 43.6                   | 70                     | 106                    | 107.5                  | 165.5                  | 164.8                  | 85.5                   | 68.9                   | 36.5                   | 16.2                   | 907.5                  |
| Вологість повітря, %                               | 74                     | 73                     | 71                     | 73                     | 72                     | 77                     | 82                     | 81                     | 78                     | 77                     | 78                     | 74                     | 76                     |
| -------------------------------------------------- | ---------------------- | ---------------------- | ---------------------- | ---------------------- | ---------------------- | ---------------------- | ---------------------- | ---------------------- | ---------------------- | ---------------------- | ---------------------- | ---------------------- | ---------------------- |
| Джерело: Дані метеостанції №57363 (КНР, 1991-2020) |                        |                        |                        |                        |                        |                        |                        |                        |                        |                        |                        |                        |                        |